# Little Women (1917)
Little Women é um filme de drama mudo produzido no Reino Unido, dirigido por Alexander Butler e lançado em 1917. É agora considerado um filme perdido.